# Agrupamiento y desglose
Agrupamiento y desglose (a veces por su expresión inglesa: lumping and splitting) es una expresión que se refiere al problema que surge en toda disciplina que tiene que ordenar ejemplos individuales en categorías rigurosamente definidas. El problema de agrupamiento y desglose surge cuando existe la necesidad de crear clasificaciones y asignar ejemplos en ellas, por ejemplo, escuelas de literatura o  taxones biológicos. Un "agrupador" (inglés: "lumper") es un individuo que adopta una visión gestáltica de una definición, y asigna ejemplos en términos generales, en el supuesto de que las diferencias no son tan importantes como las similitudes características. Un "desglosador" (inglés: "splitter")  es una persona que interpreta las definiciones en forma precisa, y crea nuevas categorías para clasificar aquellas muestras que difieren en aspectos fundamentales.

## Uso en diversos campos

### Biología
La clasificación y denominación de una especie en particular debe ser considerada como una "hipótesis" sobre las relaciones  evolutivas y distinguibilidad de ese grupo de organismos del resto. En la medida que se dispone de información adicional la hipótesis puede ser confirmada o refutada. A veces, especialmente en el pasado cuando la comunicación era más difícil, los taxónomos que trabajan en aislamiento han dado dos nombres distintos a organismos que posteriormente se han identificado como pertenecientes a la misma especie. Cuando se acuerda que dos especies en realidad son la misma especie, casi siempre se ha conservado el nombre de la especie identificada en fecha más temprana honrando un convenio conocido como "prioridad de nomenclatura". Esta forma de agrupar técnicamente es denominada sinonimia. Dividir un taxón en múltiples, a menudo nuevos taxones, se llama división o desglose. A menudo a los taxónomos sus colegas los califican como "lumpers" o "splitters", en función de su enfoque personal a reconocer las diferencias y similitudes entre los organismos.